# العلاقات الصينية الإثيوبية
العلاقات الصينية الإثيوبية هي العلاقات الثنائية التي تجمع بين الصين وإثيوبيا.

## مقارنة بين البلدين
هذه مقارنة عامة ومرجعية للدولتين:
| وجه المقارنة                                              | الصين                    | إثيوبيا                        |
| --------------------------------------------------------- | ------------------------ | ------------------------------ |
| المساحة (كم2)                                             | 9.60 مليون               | 1.10 مليون                     |
| عدد السكان (نسمة)                                         | 1.33 مليار               | 104.96 مليون                   |
| الكثافة السكانية (ن./كم²)                                 | 138.54                   | 95.42                          |
| العاصمة                                                   | بكين                     | أديس أبابا                     |
| اللغة الرسمية                                             | اللغة الصينية القياسية   | اللغة الأمهرية                 |
| العملة                                                    | رنمينبي                  | بير إثيوبي                     |
| الناتج المحلي الإجمالي (بليون دولار)                      | 12.24 تريليون            | 80.56 مليار                    |
| الناتج المحلي الإجمالي (تعادل القوة الشرائية) بليون دولار | 19.82 تريليون            | 161.90 مليار                   |
| الناتج المحلي الإجمالي الاسمي للفرد دولار أمريكي          | 8.03 ألف                 | 619                            |
| الناتج المحلي الإجمالي للفرد دولار أمريكي                 | 13.21 ألف                | 1.50 ألف                       |
| مؤشر التنمية البشرية                                      | 0.728                    | 0.442                          |
| رمز المكالمات الدولي                                      | +86                      | +251                           |
| رمز الإنترنت                                              | .cn، .中国 ‏، .中國 ‏      | .et                            |
| المنطقة الزمنية                                           | توقيت الصين، ت ع م+08:00 | ت ع م+03:00، توقيت شرق أفريقيا |

## مدن متوأمة
في ما يلي قائمة باتفاقيات التوأمة بين مدن صينية وإثيوبية:
- ترتبط بكين مع أديس أبابا باتفاقية توأمة منذ 14 مارس 1979.
- ترتبط تشونغتشينغ مع أديس أبابا باتفاقية توأمة منذ 1982.

## منظمات دولية مشتركة
يشترك البلدان في عضوية مجموعة من المنظمات الدولية، منها:
| علم المنظمة | اسم المنظمة                                                | تاريخ انضمام الصين | تاريخ انضمام إثيوبيا |
| ----------- | ---------------------------------------------------------- | ------------------ | -------------------- |
|             | الاتحاد البريدي العالمي                                    | ?                  | ?                    |
|             | مؤسسة التنمية الدولية                                      | 24 سبتمبر 1960     | 11 أبريل 1961        |
|             | منظمة حظر الأسلحة الكيميائية                               | ?                  | ?                    |
|             | الأمم المتحدة                                              | 25 أكتوبر 1971     | 13 نوفمبر 1945       |
|             | وكالة ضمان الاستثمار متعدد الأطراف                         | 30 أبريل 1988      | 13 أغسطس 1991        |
|             | منظمة الشرطة الجنائية الدولية                              | ?                  | ?                    |
|             | مؤسسة التمويل الدولية                                      | 15 يناير 1969      | 20 يوليو 1956        |
|             | البنك الدولي للإنشاء والتعمير                              | 27 ديسمبر 1945     | 27 ديسمبر 1945       |
|             | الاتحاد الدولي للاتصالات                                   | 1 سبتمبر 1920      | 20 فبراير 1932       |
|             | البنك الإفريقي للتنمية                                     | ?                  | ?                    |
|             | العملية المشتركة للاتحاد الأفريقي والأمم المتحدة في دارفور | ?                  | ?                    |
|             | الفريق المعني برصد الأرض                                   | ?                  | ?                    |
|             | يونسكو                                                     | 4 نوفمبر 1946      | 1 يوليو 1955         |

## أعلام
هذه قائمة لبعض الشخصيات التي تربطها علاقات بالبلدين:
- مولاتو تيشومي (1955 – )

## وصلات خارجية
- موقع وزارة الخارجية الصينية
- موقع وزارة الخارجية الإثيوبية